# Lobelia appendiculata
Lobelia appendiculata là loài thực vật có hoa trong họ Hoa chuông. Loài này được A.DC. mô tả khoa học đầu tiên năm 1839.